# Vinipotok
Vinipotok falu Horvátországban Krapina-Zagorje megyében.

## Fekvése
Krapinától 15 km-re keletre, községközpontjától  1 km-re délnyugatra a Horvát Zagorje területén fekszik. Közigazgatásilag Loborhoz tartozik.

## Története
1857-ben 250, 1910-ben 528 lakosa volt. A trianoni békeszerződésig Varasd vármegye Zlatari járásához tartozott. 2001-ben 475 lakosa volt.

## Külső hivatkozások
- Lobor község hivatalos oldala
- Nemhivatalos oldal Archiválva 2013. május 14-i dátummal a Wayback Machine-ben